# Sydney Tennis Classic
Sydney Tennis Classic – kobiecy oraz męski turniej tenisowy rozgrywany do 2022 roku na twardych kortach w Sydney.
Pierwsza edycja zawodów odbyła się w 1885 roku i był to najstarszy turniej w Australii.
W latach 1972 i 1975 turniej odbywał się dwukrotnie, w styczniu i grudniu. W 1977 roku finał gry podwójnej kobiet nie odbył się z powodu opadów deszczu i za zwyciężczynie uznano dwie pary. W 1986 roku turniej nie odbył się.

## Historia nazwy turnieju
| Rok  | Rok     | Nazwa                                        |
|      | 1953    | New South Wales Championships                |
| 1971 | 1976    | New South Wales Open                         |
| 1977 | 1978    | Marlboro New South Wales                     |
|      | 1979    | New South Wales Open                         |
|      | 1980    | Nabisco New South Wales                      |
| 1981 | 1983    | Building Society New South Wales Open        |
| 1984 | 1985    | New South Wales Building Society             |
|      | 1986    | Family Circle New South Wales                |
|      | 1987    | Family Circle Open                           |
| 1988 | 1989    | New South Wales Open                         |
| 1990 | 1991    | Holden New South Wales Open                  |
|      | 1992    | New South Wales Open Tournament of Champions |
| 1993 | 1995    | Peters New South Wales Open                  |
|      | 1996    | Peters Invitational                          |
| 1997 | 1998    | Sydney International                         |
| 1999 | 2004    | Adidas International                         |
| 2005 | 2011    | Medibank International                       |
| 2012 | 2017    | Apia International Sydney                    |
| 2018 | 2019    | Sydney International                         |
| 2021 | obecnie | Sydney Tennis Classic                        |

## Mecze finałowe

### Gra pojedyncza mężczyzn
| Rok        | Zwycięzca                  | Finalista                  | Wynik                      |
| 2022       | Asłan Karacew              | Andy Murray                | 6:3, 6:3                   |
| 2020– 2021 | Turniej nie był rozgrywany | Turniej nie był rozgrywany | Turniej nie był rozgrywany |
| 2019       | Alex de Minaur             | Andreas Seppi              | 7:5, 7:6(5)                |
| 2018       | Daniił Miedwiediew         | Alex de Minaur             | 1:6, 6:4, 7:5              |
| 2017       | Gilles Müller              | Daniel Evans               | 7:6(5), 6:2                |
| 2016       | Viktor Troicki             | Grigor Dimitrow            | 2:6, 6:1, 7:6(7)           |
| 2015       | Viktor Troicki             | Michaił Kukuszkin          | 6:2, 6:3                   |
| 2014       | Juan Martín del Potro      | Bernard Tomic              | 6:3, 6:1                   |
| 2013       | Bernard Tomic              | Kevin Anderson             | 6:3, 6:7(2), 6:3           |
| 2012       | Jarkko Nieminen            | Julien Benneteau           | 6:2, 7:5                   |
| 2011       | Gilles Simon               | Viktor Troicki             | 7:5, 7:6(4)                |
| 2010       | Marcos Baghdatis           | Richard Gasquet            | 6:4, 7:6(2)                |
| 2009       | David Nalbandian           | Jarkko Nieminen            | 6:3, 6:7, 6:2              |
| 2008       | Dmitrij Tursunow           | Chris Guccione             | 7:6(3), 7:6(4)             |
| 2007       | James Blake                | Carlos Moyá                | 6:3, 5:7, 6:1              |
| 2006       | James Blake                | Igor Andriejew             | 6:2, 3:6, 7:6(3)           |
| 2005       | Lleyton Hewitt             | Ivo Minář                  | 7:5, 6:0                   |
| 2004       | Lleyton Hewitt             | Carlos Moyá                | 4:3 krecz                  |
| 2003       | Lee Hyung-taik             | Juan Carlos Ferrero        | 4:6, 7:6, 7:6              |
| 2002       | Roger Federer              | Juan Ignacio Chela         | 6:3, 6:3                   |
| 2001       | Lleyton Hewitt             | Magnus Norman              | 6:4, 6:1                   |
| 2000       | Lleyton Hewitt             | Jason Stoltenberg          | 6:4, 6:0                   |
| 1999       | Todd Martin                | Àlex Corretja              | 6:3, 7:6(5)                |
| 1998       | Karol Kučera               | Tim Henman                 | 7:5, 6:4                   |
| 1997       | Tim Henman                 | Carlos Moyá                | 6:3, 6:1                   |
| 1996       | Todd Martin                | Goran Ivanišević           | 5:7, 6:3, 6:4              |
| 1995       | Patrick McEnroe            | Richard Fromberg           | 6:2, 7:6(4)                |
| 1994       | Pete Sampras               | Ivan Lendl                 | 7:6(5), 6:4                |
| 1993       | Pete Sampras               | Thomas Muster              | 7:6(7), 6:1                |
| 1992       | Emilio Sánchez             | Guy Forget                 | 6:3, 6:4                   |
| 1991       | Guy Forget                 | Michael Stich              | 6:3, 6:4                   |
| 1990       | Yannick Noah               | Carl-Uwe Steeb             | 5:7, 6:3, 6:4              |

### Gra pojedyncza kobiet
| Rok        | Zwyciężczyni               | Finalistka                 | Wynik                      |
| 2022       | Paula Badosa               | Barbora Krejčíková         | 6:3, 4:6, 7:6(4)           |
| 2020– 2021 | Turniej nie był rozgrywany | Turniej nie był rozgrywany | Turniej nie był rozgrywany |
| 2019       | Petra Kvitová              | Ashleigh Barty             | 1:6, 7:5, 7:6(3)           |
| 2018       | Angelique Kerber           | Ashleigh Barty             | 6:4, 6:4                   |
| 2017       | Johanna Konta              | Agnieszka Radwańska        | 6:4, 6:2                   |
| 2016       | Swietłana Kuzniecowa       | Mónica Puig                | 6:0, 6:2                   |
| 2015       | Petra Kvitová              | Karolína Plíšková          | 7:6(5), 7:6(6)             |
| 2014       | Cwetana Pironkowa          | Angelique Kerber           | 6:4, 6:4                   |
| 2013       | Agnieszka Radwańska        | Dominika Cibulková         | 6:0, 6:0                   |
| 2012       | Wiktoryja Azaranka         | Li Na                      | 6:2, 1:6, 6:3              |
| 2011       | Li Na                      | Kim Clijsters              | 7:6(3), 6:3                |
| 2010       | Jelena Diemientjewa        | Serena Williams            | 6:3, 6:2                   |
| 2009       | Jelena Diemientjewa        | Dinara Safina              | 6:3, 2:6, 6:1              |
| 2008       | Justine Henin              | Swietłana Kuzniecowa       | 4:6, 6:2, 6:4              |
| 2007       | Kim Clijsters              | Jelena Janković            | 4:6, 7:6(1), 6:4           |
| 2006       | Justine Henin-Hardenne     | Francesca Schiavone        | 4:6, 7:5, 7:5              |
| 2005       | Alicia Molik               | Samantha Stosur            | 6:7(5), 6:4, 7:5           |
| 2004       | Justine Henin-Hardenne     | Amélie Mauresmo            | 6:4, 6:4                   |
| 2003       | Kim Clijsters              | Lindsay Davenport          | 6:4, 6:3                   |
| 2002       | Martina Hingis             | Meghann Shaughnessy        | 6:2, 6:3                   |
| 2001       | Martina Hingis             | Lindsay Davenport          | 6:3, 4:6, 7:5              |
| 2000       | Amélie Mauresmo            | Lindsay Davenport          | 7:6(2), 6:4                |
| 1999       | Lindsay Davenport          | Martina Hingis             | 6:4, 6:3                   |
| 1998       | Arantxa Sánchez Vicario    | Venus Williams             | 6:1, 6:3                   |
| 1997       | Martina Hingis             | Jennifer Capriati          | 6:1, 5:7, 6:1              |
| 1996       | Monica Seles               | Lindsay Davenport          | 4:6, 7:6(7), 6:3           |
| 1995       | Gabriela Sabatini          | Lindsay Davenport          | 6:3, 6:4                   |
| 1994       | Kimiko Date                | Mary Joe Fernández         | 6:4, 6:2                   |
| 1993       | Jennifer Capriati          | Anke Huber                 | 6:1, 6:4                   |
| 1992       | Gabriela Sabatini          | Arantxa Sánchez Vicario    | 6:1, 6:1                   |
| 1991       | Jana Novotná               | Arantxa Sánchez Vicario    | 6:4, 6:2                   |
| 1990       | Natalla Zwierawa           | Barbara Paulus             | 4:6, 6:1, 6:3              |
| 1989       | Martina Navrátilová        | Catarina Lindqvist         | 6:2, 6:4                   |
| 1988       | Pam Shriver                | Helena Suková              | 6:2, 6:3                   |
| 1987       | Zina Garrison              | Pam Shriver                | 6:2, 6:4                   |
| 1985       | Martina Navrátilová        | Hana Mandlíková            | 3:6, 6:1, 6:2              |
| 1984       | Martina Navrátilová        | Ann Henricksson            | 6:1, 6:1                   |
| 1983       | Jo Durie                   | Kathy Jordan               | 6:3, 7:5                   |
| 1982       | Martina Navrátilová        | Evonne Goolagong           | 6:0, 3:6, 6:1              |
| 1981       | Chris Evert                | Martina Navrátilová        | 6:4, 2:6, 6:1              |
| 1980       | Wendy Turnbull             | Pam Shriver                | 3;6, 6:4, 7:6(8)           |
| 1979       | Hana Mandlíková            | Bettina Bunge              | 6:3, 3:6, 6:3              |
| 1978       | Dianne Balestrat           | Wendy Turnbull             | 6:2, 7:5                   |
| 1977       | Evonne Goolagong           | Kerry Reid                 | 6:1, 6:3                   |
| 1976       | Martina Navrátilová        | Betty Stöve                | 7:5, 6:2                   |
| 1975       | Evonne Goolagong           | Sue Barker                 | 6:2, 6:4                   |
| 1974       | Evonne Goolagong           | Margaret Smith Court       | 6:3, 7:5                   |
| 1974       | Karen Krantzcke            | Evonne Goolagong           | 6:2, 6:3                   |
| 1972       | Margaret Smith Court       | Evonne Goolagong           | 6:3, 6:2                   |
| 1972       | Evonne Goolagong           | Virginia Wade              | 6:1, 7:6                   |

### Gra podwójna mężczyzn
| Rok        | Zwycięzcy                          | Finaliści                          | Wynik                      |
| 2022       | John Peers Filip Polášek           | Simone Bolelli Fabio Fognini       | 7:5, 7:5                   |
| 2020– 2021 | Turniej nie był rozgrywany         | Turniej nie był rozgrywany         | Turniej nie był rozgrywany |
| 2019       | Jamie Murray Bruno Soares          | Juan Sebastián Cabal Robert Farah  | 6:4, 6:3                   |
| 2018       | Łukasz Kubot Marcelo Melo          | Jan-Lennard Struff Viktor Troicki  | 6:3, 6:4                   |
| 2017       | Wesley Koolhof Matwé Middelkoop    | Jamie Murray Bruno Soares          | 6:3, 7:5                   |
| 2016       | Jamie Murray Bruno Soares          | Rohan Bopanna Florin Mergea        | 6:3, 7:6(6)                |
| 2015       | Rohan Bopanna Daniel Nestor        | Jean-Julien Rojer Horia Tecău      | 6:4, 7:6(5)                |
| 2014       | Daniel Nestor Nenad Zimonjić       | Rohan Bopanna Aisam-ul-Haq Qureshi | 7:6(3), 7:6(3)             |
| 2013       | Bob Bryan Mike Bryan               | Maks Mirny Horia Tecău             | 6:4, 6:4                   |
| 2012       | Bob Bryan Mike Bryan               | Matthew Ebden Jarkko Nieminen      | 6:1, 6:4                   |
| 2011       | Lukáš Dlouhý Paul Hanley           | Bob Bryan Mike Bryan               | 6:7(6), 6:3, 10–5          |
| 2010       | Daniel Nestor Nenad Zimonjić       | Ross Hutchins Jordan Kerr          | 6:3, 7:6(5)                |
| 2009       | Bob Bryan Mike Bryan               | Daniel Nestor Nenad Zimonjić       | 6:1, 7:6                   |
| 2008       | Richard Gasquet Jo-Wilfried Tsonga | Bob Bryan Mike Bryan               | 4:6, 6:4, 11–9             |
| 2007       | Paul Hanley Kevin Ullyett          | Mark Knowles Daniel Nestor         | 6:4, 6:7(3), 10–6          |
| 2006       | Fabrice Santoro Nenad Zimonjić     | František Čermák Leoš Friedl       | 6:1, 6:4                   |
| 2005       | Mahesh Bhupathi Todd Woodbridge    | Arnaud Clément Michaël Llodra      | 6:3, 6:3                   |
| 2004       | Jonas Björkman Todd Woodbridge     | Bob Bryan Mike Bryan               | 7:6(3), 7:5                |
| 2003       | Paul Hanley Nathan Healey          | Mahesh Bhupathi Joshua Eagle       | 7:6(3), 6:4                |
| 2002       | Donald Johnson Jared Palmer        | Joshua Eagle Sandon Stolle         | 6:4, 6:4                   |
| 2001       | Daniel Nestor Sandon Stolle        | Jonas Björkman Todd Woodbridge     | 2:6, 7:6(4), 7:6(5)        |
| 2000       | Todd Woodbridge Mark Woodforde     | Lleyton Hewitt Sandon Stolle       | 7:5, 6:4                   |
| 1999       | Sébastien Lareau Daniel Nestor     | Patrick Galbraith Paul Haarhuis    | 6:3, 6:4                   |
| 1998       | Todd Woodbridge Mark Woodforde     | Jacco Eltingh Daniel Nestor        | 6:3, 7:5                   |
| 1997       | Luis Lobo Javier Sánchez           | Paul Haarhuis Jan Siemerink        | 6:4, 6:7, 6:3              |
| 1996       | Ellis Ferreira Jan Siemerink       | Patrick McEnroe Sandon Stolle      | 5:7, 6:4, 6:1              |
| 1995       | Todd Woodbridge Mark Woodforde     | Trevor Kronemann David Macpherson  | 7:6, 6:4                   |
| 1994       | Darren Cahill Sandon Stolle        | Mark Kratzmann Laurie Warder       | 6:1, 7:6                   |
| 1993       | Sandon Stolle Jason Stoltenberg    | Luke Jensen Murphy Jensen          | 6:3, 6:4                   |
| 1992       | Sergio Casal Emilio Sánchez        | Scott Davis Kelly Jones            | 3:6, 6:1, 6:4              |
| 1991       | Scott Davis David Pate             | Darren Cahill Mark Kratzmann       | 3:6, 6:3, 6:2              |
| 1990       | Pat Cash Mark Kratzmann            | Pieter Aldrich Danie Visser        | 6:4, 7:5                   |

### Gra podwójna kobiet
| Rok        | Zwyciężczynie                           | Finalistki                           | Wynik                      |
| 2022       | Anna Danilina Beatriz Haddad Maia       | Vivian Heisen Panna Udvardy          | 4:6, 7:5, 10–8             |
| 2020– 2021 | Turniej nie był rozgrywany              | Turniej nie był rozgrywany           | Turniej nie był rozgrywany |
| 2019       | Aleksandra Krunić Kateřina Siniaková    | Eri Hozumi Alicja Rosolska           | 6:1, 7:6(3)                |
| 2018       | Gabriela Dabrowski Xu Yifan             | Latisha Chan Andrea Hlaváčková       | 6:3, 6:1                   |
| 2017       | Tímea Babos Anastasija Pawluczenkowa    | Sania Mirza Barbora Strýcová         | 6:4, 6:4                   |
| 2016       | Martina Hingis Sania Mirza              | Caroline Garcia Kristina Mladenovic  | 1:6, 7:5, 10–5             |
| 2015       | Bethanie Mattek-Sands Sania Mirza       | Raquel Kops-Jones Abigail Spears     | 6:3, 6:3                   |
| 2014       | Tímea Babos Lucie Šafářová              | Sara Errani Roberta Vinci            | 7:5, 3:6, 10–7             |
| 2013       | Nadieżda Pietrowa Katarina Srebotnik    | Sara Errani Roberta Vinci            | 6:3, 6:4                   |
| 2012       | Květa Peschke Katarina Srebotnik        | Liezel Huber Lisa Raymond            | 6:1, 4:6, 13–11            |
| 2011       | Iveta Benešová B. Záhlavová-Strýcová    | Květa Peschke Katarina Srebotnik     | 4:6, 6:4, 10–7             |
| 2010       | Cara Black Liezel Huber                 | Tathiana Garbin Nadieżda Pietrowa    | 6:1, 3:6, 10–3             |
| 2009       | Hsieh Su-wei Peng Shuai                 | Nathalie Dechy Casey Dellacqua       | 6:0, 6:1                   |
| 2008       | Yan Zi Zheng Jie                        | Tetiana Perebyjnis Tatiana Puczek    | 6:4, 7:6(5)                |
| 2007       | Anna-Lena Grönefeld Meghann Shaughnessy | Marion Bartoli Meilen Tu             | 6:3, 3:6, 7:6(2)           |
| 2006       | Corina Morariu Rennae Stubbs            | Virginia Ruano Pascual Paola Suárez  | 6:3, 5:7, 6:2              |
| 2005       | Bryanne Stewart Samantha Stosur         | Jelena Diemientjewa Ai Sugiyama      | walkower                   |
| 2004       | Cara Black Rennae Stubbs                | Dinara Safina Meghann Shaughnessy    | 7:5, 3:6, 6:4              |
| 2003       | Kim Clijsters Ai Sugiyama               | Conchita Martínez Rennae Stubbs      | 6:3, 6:3                   |
| 2002       | Lisa Raymond Rennae Stubbs              | Martina Hingis Anna Kurnikowa        | walkower                   |
| 2001       | Anna Kurnikowa Barbara Schett           | Lisa Raymond Rennae Stubbs           | 6:2, 7:5                   |
| 2000       | Julie Halard-Decugis Ai Sugiyama        | Martina Hingis Mary Pierce           | 6:0, 6:3                   |
| 1999       | Jelena Lichowcewa Ai Sugiyama           | Mary Joe Fernández Anke Huber        | 6:3, 2:6, 6:0              |
| 1998       | Martina Hingis Helena Suková            | Katrina Adams Meredith McGrath       | 6:1, 6:2                   |
| 1997       | Gigi Fernández Arantxa Sánchez Vicario  | Lindsay Davenport Natalla Zwierawa   | 6;0, 7:6(5)                |
| 1996       | Lindsay Davenport Mary Joe Fernández    | Lori McNeil Helena Suková            | 6:3, 6:3                   |
| 1995       | Lindsay Davenport Jana Novotná          | Patty Fendick Mary Joe Fernández     | 7:5, 2:6, 6:4              |
| 1994       | Patty Fendick Meredith McGrath          | Jana Novotná Arantxa Sánchez Vicario | 6:2, 6:3                   |
| 1993       | Pam Shriver Elizabeth Smylie            | Lori McNeil Rennae Stubbs            | 7:6(4), 6:2                |
| 1992       | Arantxa Sánchez Vicario Helena Suková   | Mary Joe Fernández Zina Garrison     | 7:6(4), 6:7(4), 6:2        |
| 1991       | Arantxa Sánchez Vicario Helena Suková   | Gigi Fernández Jana Novotná          | 6:1, 6:4                   |
| 1990       | Jana Novotná Helena Suková              | Łarysa Neiland Natalla Zwierawa      | 6:3, 7:5                   |
| 1989       | Martina Navrátilová Pam Shriver         | Elizabeth Smylie Wendy Turnbull      | 6:3, 6:3                   |
| 1988       | Ann Henricksson Christiane Jolissaint   | Claudia Kohde-Kilsch Helena Suková   | 7:6(5), 4:6, 6:3           |
| 1987       | Betsy Nagelsen Elizabeth Smylie         | Jenny Byrne Janine Thompson          | 6:7(5), 7:5, 6:1           |
| 1985       | Hana Mandlíková Wendy Turnbull          | Rosalyn Fairbank Candy Reynolds      | 3:6, 7:6(5), 6:4           |
| 1984       | Claudia Kohde-Kilsch Helena Suková      | Wendy Turnbull Sharon Walsh          | 6:2, 7:6(4)                |
| 1983       | Anne Hobbs Wendy Turnbull               | Hana Mandlíková Helena Suková        | 6:4, 6:3                   |
| 1982       | Martina Navrátilová Pam Shriver         | Claudia Kohde-Kilsch Eva Pfaff       | 6:2, 2:6, 7:6              |
| 1981       | Martina Navrátilová Pam Shriver         | Kathy Jordan Anne Smith              | 6:7, 6:2, 6:4              |
| 1980       | Pam Shriver Betty Stöve                 | Rosie Casals Wendy Turnbull          | 6:1, 4:6, 6:4              |
| 1979       | Billie Jean King Wendy Turnbull         | Sue Barker Pam Shriver               | 7:5, 6:4                   |
| 1978       | Lesley Hunt Sharon Walsh                | Ilana Kloss Marise Kruger            | 6:2, 6:1                   |
| 1977       | Kerry Reid Greer Stevens                | Evonne Goolagong Betty Stöve         | opady deszczu              |
| 1976       | Martina Navrátilová Betty Stöve         | Françoise Durr Ann Kiyomura          | 6:3, 7:5                   |
| 1975       | Evonne Goolagong Helen Gourlay-Cawley   | Heidi Eisterlenher Helga Masthoff    | 6:3, 4:6, 6:3              |
| 1974       | Evonne Goolagong Peggy Michel           | Olga Morozowa Martina Navrátilová    | 6:7, 6:4, 6:1              |
| 1974       | Ann Kiyomura Kazuko Sawamatsu           | Janet Fallis Pam Whytcross           | 6:3, 6:3                   |
| 1972       | Evonne Goolagong Melissa Edwards        | Lesley Turner Bowrey Virginia Wade   | 6:1, 6:2                   |